# Architettura sostenibile
L'architettura sostenibile (detta architettura bioecologica o più semplicemente bioedilizia) è una branca dell'architettura che si occupa della progettazione e costruzione di edifici in grado di limitare impatti nell'ambiente. 
Essa identifica anche un approccio culturale al progetto che fa riferimento alla Baubiologie (bioedilizia) nata negli anni settanta in Germania, e che si è poi sviluppata includendo principi ecologici e il concetto di sviluppo sostenibile.

## Storia
In tutte le epoche, l'uomo ha cercato di migliorare le prestazioni delle proprie abitazioni, sia nel senso della confortevolezza che dell'igiene. Per ottenere questi risultati, ha innanzitutto cercato di sfruttare al meglio quello che la natura gli aveva reso immediatamente disponibile: dei siti adatti all'edificazione, dei ripari naturali, la protezione del suolo, la luce e il calore del sole, nonché dei materiali da costruzione (legno, pietre, terra, argilla, ecc.).
Questo ha portato, dapprima a livello intuitivo, poi a livello artigianale, un'attenzione che ha costituito l'"architettura" ante-litteram: la scelta del sito per l'edificazione, la scelta del migliore orientamento nei confronti dell'esposizione solare e dei venti, la scelta dei materiali da costruzione, il "progetto" della tipologia abitativa e della sua struttura.
Con il tempo, il progetto architettonico perse il carattere artigianale, per assumere sempre più un carattere tecnologico. Con l'accrescere delle conoscenze e delle capacità tecnologiche, l'uomo sfruttò in modo sempre più complesso le possibilità offerte dalla natura, creando artefatti che potessero migliorare la qualità delle sue abitazioni. Vennero così modificati i siti, realizzati i mattoni, i vetri, i sistemi fognari, gli isolamenti, ecc  . Fino al XIX sec. però, l'attenzione verso la sostenibilità di un progetto architettonico era imposta dai limiti derivanti dall'esiguità delle risorse energetiche disponibili, con l'avvento dell'industrializzazione, dell'uso massiccio di energie fossili e di nuovi materiali quali ad esempio il cemento armato e le plastiche gli impatti ambientali sono ingigantiti.
A partire dagli anni settanta, si è sentita l'esigenza di verificare se la nuova edilizia non nascondesse dei problemi. In quel periodo si verifica infatti:
- lo sviluppo delle idee ecologiste;
- la nascita di preoccupazioni sanitarie dovute all'inquinamento;
- l'evidenza del problema del rifornimento energetico legato alla disponibilità dei combustibili fossili.

Ciò che ha avuto subito un grande impulso, è la ricerca sugli inquinanti nell'ambiente costruito, proprio perché è quello che ha immediati aspetti sanitari.
Poi, con il costo dei carburanti fossili in crescita, l'aspetto che ha cominciato a generare più interesse è quello relativo al risparmio energetico.
Uno degli effetti di questi nuovi impulsi, è un ritorno dell'attenzione del progetto architettonico verso la natura e le risorse che questa ci offre.
Oggi, l'architettura sostenibile, si sforza di avere una visione sistemica, il più ampia possibile, che tratti il problema del costruito nel suo insieme di rapporto "funzione-uomo-natura", considerando gli edifici, non solo come ripari, ma come sostentamento della vita.

## Principi generali

### Sostenibilità
Il concetto di sostenibilità si basa sui seguenti principi:
1. l'esistenza di vincoli in un pianeta finito, ovvero il riconoscimento che esiste una capacità portante ambientale del pianeta;
2. la consapevolezza che il secondo principio della termodinamica pone dei limiti agli usi e alle trasformazioni energetiche;
3. l'accettazione delle ipotesi di Herman Daly, padre della teoria della sostenibilità:
  - l'utilizzo delle risorse rinnovabili non deve superare il loro tasso di rigenerazione;
  - l'immissione di sostanze inquinanti (solide, aeree o liquide) nell'ambiente non deve superare la capacità dell'ambiente stesso di metabolizzarle;
  - l'uso di risorse non rinnovabili (es. i combustibili fossili) deve ridursi progressivamente fino ad arrestarsi per essere sostituito da risorse di tipo rinnovabili.

L'architettura sostenibile fa proprio il principio della decrescita e di limite, inteso come risparmio di risorse e minima produzione di inquinamento in tutte le fasi del ciclo di vita. Il termine “sostenibile” applicato all'architettura si riferisce alla ricerca delle soluzioni costruttive che massimizzano il benessere dei fruitori attuali garantendo contemporaneamente alle generazioni future la possibilità di conseguire lo stesso risultato, nella consapevolezza che le risorse sono limitate e che lo sperpero e l'inquinamento possono diventare insostenibili per le popolazioni future.
Connesso a tutto ciò è l'eco-sostenibilità. Essa è un'attività che si occupa dello studio dello sviluppo sostenibile. La crescita in maniera eco-sostenibile si pone come obiettivo lo sviluppo, il quale consente di far ereditare alle generazioni future la stessa quantità di risorse energetiche presenti attualmente. La teoria dell'eco-sostenibilità è sostenuta in modo particolare da una branca moderna di ingegneri e architetti i quali combattono a favore di ciò in vari modi, ad esempio utilizzando materiali eco-sostenibili. Molto attuale è la ricerca di sostanze da utilizzare nell'edilizia che abbiano un impatto favorevole con l'eco-sostenibilità. Un esempio è la costruzione di un mattone (da parte di un'azienda di Lecco) formato da calce e canapa il quale cattura il biossido di carbonio presente nell'atmosfera. Esso, una volta indurito, diventa rigido e leggero; è stato già testato sia su edifici nuovi sia su costruzioni già esistenti dando ottimi risultati.

### Ciclo di vita
Il ciclo di vita di un edificio comprende diverse fasi: 
1. l'estrazione e il trasporto delle materie prime;
2. la loro trasformazione in semilavorati o prodotti finiti e il loro trasporto nel cantiere per l'utilizzo;
3. la costruzione del fabbricato;
4. il periodo di utilizzo dell'edificio, con il funzionamento degli impianti e le manutenzioni dei componenti dell'edificio;
5. la fine dell'utilizzo, con la dismissione che porta allo smontaggio dei componenti e al loro reimpiego o alla discarica.

Infatti un edificio consuma energia durante tutto il suo ciclo di vita, dal reperimento delle materie prime per la produzione dei materiali edilizi, fino al momento della sua dismissione. La fase più critica è l'utilizzo dell'edificio: su un orizzonte di 50 anni, riscaldamento, climatizzazione estiva, illuminazione e produzione di acqua calda incidono, per oltre il 90%, sul consumo complessivo di energia dell'intero ciclo di vita.
Considerato che l'aspetto gestionale di una costruzione edilizia influisce notevolmente sull'impatto che essa ha sull'ambiente e, quindi, sui costi diretti e indiretti, l'architettura sostenibile ha, come obiettivo, la progettazione di edifici in grado di risolvere l'eventuale divario tra la concezione estetica-formale e quella energetica-funzionale.

### Ecobilancio
La valutazione degli impatti ambientali è definita ecobilancio che considera ciascuna fase del ciclo di vita e analizza le esternalità in spazi e tempi diversi:
A) valuta nel tempo gli impatti che avvengono prima, durante e dopo l'esistenza dell'edificio stesso, ad esempio con l'estrazione delle materie prime, o quando si interviene con la manutenzione per estendere la durata dell'edificio.
B) valuta nello spazio gli impatti generati in altri luoghi da quello dell'insediamento, es. nei luoghi di prelievo o produzione dei materiali.
La metodologia LCA (vd. UNI 14040 Analisi del ciclo di vita) consente l'effettuazione di una valutazione ambientale di tipo quantitativo. Solitamente uno studio LCA viene effettuato su singoli prodotti, mentre è molto complesso (e per certi versi inutile) produrre un LCA di un edificio, poiché le variabili da calcolare sono molteplici e sono riferite a molti componenti con durate e prestazioni differenti tra loro. 
Per tale motivo la valutazione ambientale dell'edificio viene effettuata con una metodologia di tipo qualitativa e "multi-criteriale", con un approccio umanista e soggettivo definito come Life Cycle Thinking (previsione del ciclo di vita).

### Compatibilità
Integrare l'opera nell'ambiente e nella natura, applicando il concetto di economia inteso non come il minor costo a breve termine, ma come il sistema che consente di evitare gli sprechi e le esternalità. Per fare questo occorre una visione olistica e un approccio pluridisciplinare' che da priorità al bene comune anziché al profitto individuale.

### Benessere
Lo scopo del costruire è il benessere degli abitanti, inteso come uno stato psicofisico cui concorre la salute dell'individuo, l'equilibrio socioeconomico e la cura dell'ambiente. In questa visione l'edificio non è un oggetto a sé stante, slegato dal contesto, ma parte di un sistema interattivo e dinamico che considera gli elementi naturali (terra, acqua, vento, sole, vegetazione) e sociali (identità e appartenenza ai luoghi) come materiali fondamentali del progetto.
Ovviamente, è fondamentale che il costruito sia realizzato con materiale che non presenti rischi sanitari o, meglio ancora, che abbia qualità che contribuiscano a sanificare l'ambiente.
L'estetica è stata, durante i primi anni di esperienza dell'architettura sostenibile, un aspetto trascurato, sacrificato sull'altare dell'efficienza dei sistemi solari attivi (pannelli solari). Oggi ci si sforza di rendere il costruito "bello", proprio in aderenza al principio che la bellezza degli edifici contribuiscono al benessere psichico delle persone.

## Elementi dell'architettura sostenibile
Si elencano di seguito alcuni elementi che concorrono nella realizzazione di un progetto architettonico improntato alla sostenibilità. Tali aspetti sono molteplici e non necessariamente tutti presenti nell'opera architettonica, ma impiegati diversamente in funzione delle caratteristiche dell'edificio e del contesto.

### Risorse energetiche
Uno dei tanti problemi che l'architettura sostenibile si pone come obiettivo è quello di evitare la mancanza di fonti energetiche per le generazioni future. Esso è un problema abbastanza importante perché l'uso "maleducato" di alcune risorse (attualmente presenti) potrebbe portare a far sì che esse scarseggino in un futuro prossimo. È necessario quindi fare delle distinzioni tra i tipi di fonti: le possiamo classificare in "non rinnovabili" e "rinnovabili". Le prime possono essere suddivise ancora in "combustibili fissili" (ovvero fonti primarie per produrre energia nucleare, tipo l'uranio) e "combustibili fossili". Questi ultimi includono petrolio, gas naturale e carbon fossile. I primi due non sono distribuiti in maniera uniforme su tutto il pianeta, ci sono zone più ricche e altre meno ricche; per quanto concerne il carbon fossile invece, il reale problema non è il consumo (sul pianeta ne è presente ancora un'ingente quantità che ne permette l'utilizzo per qualche secolo) ma gli effetti: esso infatti rilascia una considerevole quantità di biossido di carbonio, la quale danneggia fortemente l'atmosfera. Le fonti rinnovabili invece sono state tra le prime a essere sfruttate dall'uomo; attualmente sono varie. Si può citare:
- La legna, o in generale le biomasse, sono state tra le prime fonti utilizzate dall'uomo;
- L'energia idraulica, utilizzata per produrre energia nelle centrali idroelettriche;
- L'energia eolica, ponendo alcune pale in determinati luoghi, il vento le mette in azione e si ricava energia;
- L'energia solare, un settore che si evolve giorno per giorno: un esempio lampante è la diffusione dei pannelli solari nelle abitazioni che sta costellando tutta l'Europa e non solo.
Il vantaggio che si può trarre dalle fonti rinnovabili rispetto ai combustibili fossili è quello di ridurre al minimo le emissioni di anidride carbonica (o biossido di carbonio), le quali sono molto dannose per l'uomo. 
Attualmente, l'obiettivo che molti studiosi si sono prefissati è quello di riuscire a creare un sistema energetico a base di idrogeno, ad esempio sfruttando le acque marine. Riuscendo a trovare un sistema del genere, si immetterebbe soltanto acqua pura o in forma liquida o sotto forma di vapore. In realtà è già stato trovato un modo per tale sistema ma c'è un problema legato ai costi che lo rende controproducente.

### Approccio minimalista
I progetti architettonici tendono a ridurre dimensioni e accessori non indispensabili: dopo aver esplicitato le necessità che danno efficacia all'opera, si cerca di minimizzarne la dimensione, razionalizzando e, al limite, ridefinendo il comfort offerto.
Solo dopo aver eliminato gli eccessi, gli architetti si concentrano sulla molteplicità di soluzioni che aumentano l'efficienza e l'efficacia dell'opera.
Questo approccio ha immediato effetto sul consumo di suolo e sullo sfruttamento delle risorse naturali, e un beneficio successivo sull'economia di gestione dell'opera.

### Riduzione dei consumi energetici
Per una corretta "progettazione energetica" occorre considerare quattro fattori:
1. l'approccio bioclimatico (orientamento, soleggiamento e ombreggiamento, ventilazione naturale);
2. la coibentazione dell'involucro edilizio (riduzione del fabbisogno energetico per riscaldare e raffreddare i locali abitati);
3. il ricorso alle fonti energetiche rinnovabili (biomasse, geotermia, fotovoltaico, solare termico, micro eolico);
4. l'efficienza degli impianti (riduzione dei consumi a parità di prestazione).

Se i primi due fattori sono correlati alle caratteristiche dell'edificio (dette anche caratteristiche "passive" dell'edificio), gli ultimi due sono propri degli impianti.

### Uso razionale della risorsa idrica
Un ulteriore aspetto è riferito al corretto utilizzo della risorsa idrica, con l'adozione di tecnologie in grado di riusare l'acqua piovana per usi secondari, o di consentire una elevata permeabilità dei terreni.

### Utilizzo di materiali bioecologici
La scelta di materiali e prodotti sulla base di un ecobilancio, che confronta tra loro i prodotti valutandone i diversi impatti ambientali prodotti in tutte le fasi del ciclo di vita.

### Regionalismo
Scegliere i materiali di cui si conosce la provenienza, scegliendo quelli estratti e prodotti nello stesso ambito ecoregionale (definito come un'area geograficamente omogenea), secondo il principio della filiera corta già applicata per i prodotti alimentari.

### Partecipazione
L'attività di coinvolgimento degli attori del processo edilizio e di condivisione del progetto con i futuri abitanti, in modo tale da favorire l'integrazione del manufatto nella comunità.

### Riciclo e riuso
Principi fondamentali nella pratica della sostenibilità, riferiti sia al singolo materiale che all'intero manufatto. Per tale motivo l'architettura sostenibile privilegia i sistemi di costruzione "a secco", o l'uso di elementi modulari, perché sono facilmente smontabili e riusabili. In base allo stesso principio, si cerca di privilegiare il riuso di materiali e il riuso delle strutture e degli edifici, evitando il consumo di suolo e di materie prime.

## Esempi di architettura sostenibile
Nel corso degli ultimi decenni, numerosi edifici sono stati progettati e realizzati in conformità ai principi dell’architettura sostenibile, con l’obiettivo di minimizzare l’impatto ambientale e promuovere l’efficienza energetica. Di seguito sono illustrati alcuni esempi emblematici a livello internazionale, caratterizzati dall’adozione di strategie progettuali innovative, dall’integrazione di tecnologie a basso impatto e dall’uso di materiali ecocompatibili.

### Bosco Verticale – Milano, Italia
Progettato dallo studio Boeri Architetti e inaugurato nel 2014, il Bosco Verticale è un complesso residenziale composto da due torri, situate nel quartiere di Porta Nuova a Milano. L’edificio ospita oltre 900 alberi, 5.000 arbusti e 11.000 piante perenni distribuiti sulle facciate, contribuendo alla riduzione dell’inquinamento atmosferico e acustico, all’ombreggiatura naturale e all’isolamento termico. Il progetto ha ottenuto numerosi riconoscimenti internazionali, tra cui l’International Highrise Award nel 2014 e il CTBUH Award come “Miglior grattacielo del mondo” nel 2015.

### The Edge – Amsterdam, Paesi Bassi
The Edge è un edificio per uffici situato ad Amsterdam, completato nel 2015 e progettato dallo studio PLP Architecture. È noto per essere uno degli edifici più sostenibili al mondo, avendo raggiunto un punteggio di 98,36% nella certificazione BREEAM. Il progetto impiega un sistema integrato di gestione intelligente basato su sensori IoT, impianti fotovoltaici e un sistema geotermico per il riscaldamento e il raffreddamento, garantendo un elevato livello di efficienza energetica e comfort ambientale.

### Bullitt Center – Seattle, Stati Uniti
Il Bullitt Center, situato a Seattle e completato nel 2013, è stato concepito dalla Bullitt Foundation come modello di edificio commerciale a impatto ambientale nullo. Progettato dallo studio Miller Hull Partnership, l’edificio è dotato di un sistema fotovoltaico di grandi dimensioni, sistemi di raccolta e trattamento delle acque piovane, compostaggio dei rifiuti organici e materiali privi di composti chimici nocivi. Il Bullitt Center ha ottenuto la certificazione Living Building Challenge, una delle più rigorose nel campo dell’edilizia sostenibile.

### Council House 2 – Melbourne, Australia
Council House 2 (CH2) è un edificio per uffici municipali situato a Melbourne, completato nel 2006 e primo in Australia ad aver ottenuto una valutazione a 6 stelle secondo il sistema Green Star. Tra le soluzioni adottate si annoverano l’uso di ventilazione naturale, pareti verdi, impianti fotovoltaici e materiali da costruzione riciclati. L’edificio consuma circa l’85% in meno di energia rispetto a edifici comparabili e ha contribuito a migliorare la qualità dell’ambiente di lavoro.

### CopenHill – Copenaghen, Danimarca
CopenHill, noto anche come Amager Bakke, è un impianto di termovalorizzazione situato a Copenaghen, progettato dallo studio BIG (Bjarke Ingels Group) e inaugurato nel 2019. Oltre alla funzione industriale, l’edificio integra una pista da sci artificiale, pareti da arrampicata e spazi verdi accessibili al pubblico, rappresentando un esempio innovativo di multifunzionalità urbana. Il progetto è concepito per trasformare i rifiuti in energia destinata a circa 150.000 abitazioni, riducendo al minimo le emissioni e favorendo l’interazione tra infrastrutture e comunità.

### Sulla sostenibilità
- Manfredi Nicoletti, L'Ecosistema Urbano, Dedalo Bari 1978
- Capra, F., Il punto di svolta: scienza, società e cultura emergente, Feltrinelli, Milano 2003
- Commoner B., Il cerchio da chiudere, Garzanti, Milano 1986
- Daly H., Oltre la crescita: l'economia dello sviluppo sostenibile, Edizioni di comunità, Torino 2001
- Georgescu Roegen N., Energia e miti economici, Bollati Boringhieri, Torino 1998
- Guzowski M., Architettura a zero emissioni, Logos, Modena 2010
- Morin E., Terra-Patria, Raffaello Cortina Editore, Milano 1994
- Pallante M, La decrescita felice, Editori Riuniti, Roma 2005

### Manuali di progettazione
- Giordano L., Casa ermetica o traspirante?, Alinea editore, Firenze 2008
- Sassi P., Strategie per l'architettura sostenibile, Edizioni Ambiente, Milano 2008
- Gauzin-Muller D., Architettura sostenibile, Edizioni Ambiente, Milano 2007
- Olgyay V., Progettare con il clima, Muzzio Editore, Padova 1981
- Omodeo Salè S., Il nuovo Verdeaureo dell'architettura, Maggioli, Rimini 2001
- Siragusa L., L'energia del sole e dell'aria come generatrice di forme architettoniche, Edizioni Cleup, Padova